# Walne zebranie
Walne zebranie – najwyższa władza stowarzyszenia, mające uprawnienie do podejmowania uchwał w sprawach, w których statut nie określa właściwości innych władz stowarzyszenia.
Statut stowarzyszenia może postanowić, że jeżeli liczba członków przekroczy liczbę w nim określoną, walne zebranie członków zostaje zastąpione przez walne zebranie delegatów. Wówczas do zebrania delegatów stosuje się odpowiednio przepisy ustawy i statutu o walnych zebraniach członków, a statut musi określać zasady wyboru delegatów i czas trwania ich kadencji.

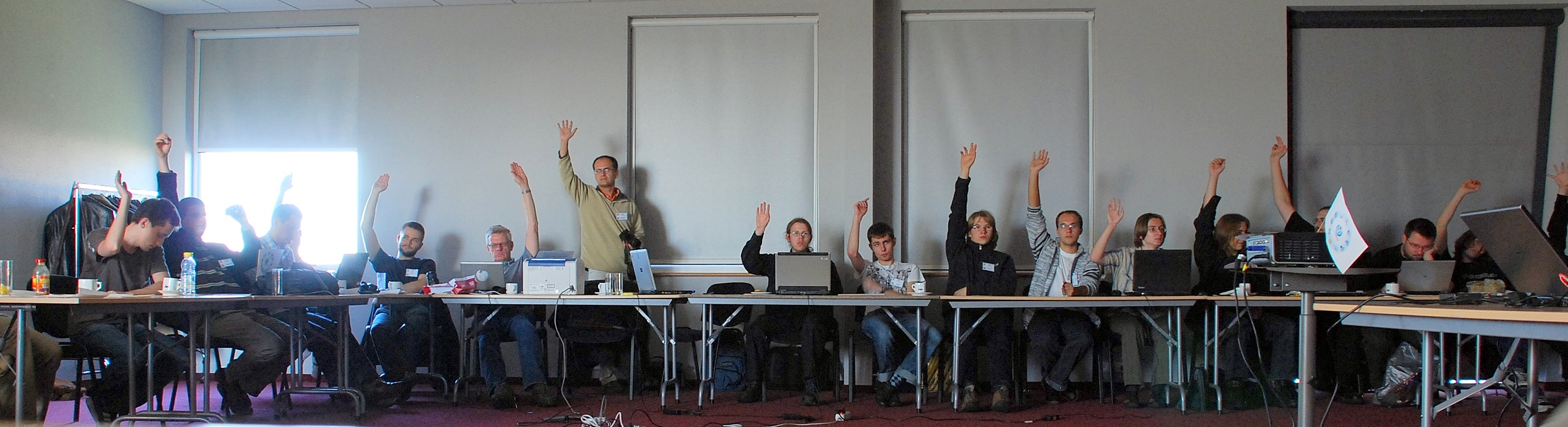
Jawne głosowanie podczas walnego zebrania stowarzyszenia Stowarzyszenia Wikimedia Polska, wrzesień 2008